# Graham Greene (skuespiller)
Graham Greene (født 22. juni 1952 i Ontario) er en First Nations canadisk skuespiller, som har optrådt på teater og i film-og tv-produktioner i Canada, England og USA.
Greene fik i 2020 tildelt "Red Nation Lifetime Achievement Award"

## Filmografi
- Wind River (2017)
- Transamerica (2005)
- Flugten fra Jante (1999)
- Den Grønne mil (1999)
- Die Hard - Mega Hard (1995)
- Tordenhjerte (1992)
- The last of his tribe (Ishi) (1992)
- Danser med ulve (1990)

## Medvirkende
- Wikimedia Commons har flere filer relateret til Graham Greene (skuespiller)
- Graham Greene på Internet Movie Database (engelsk)
- Graham Greene på Filmdatabasen
- Graham Greene på danskefilm.dk
- Graham Greene på Scope
- Graham Greene på Svensk Filmdatabas (svensk)
- Graham Greene på AlloCiné (fransk)
- Graham Greene på AllMovie (engelsk)
- Graham Greene på The Movie Database (engelsk)